# يوكي كانيكو
يوكي كانيكو (باليابانية: 金子 勇樹) (مواليد 29 مايو 1982)، هو لاعب كرة قدم ياباني سابق كان يلعب كلاعب وسط.

## وصلات خارجية
- يوكي كانيكو على موقع رابطة كرة القدم اليابانية للمحترفين (اليابانية)
- يوكي كانيكو على موقع عالم كرة القدم.نت (الإنجليزية)